# Richard P. Bland

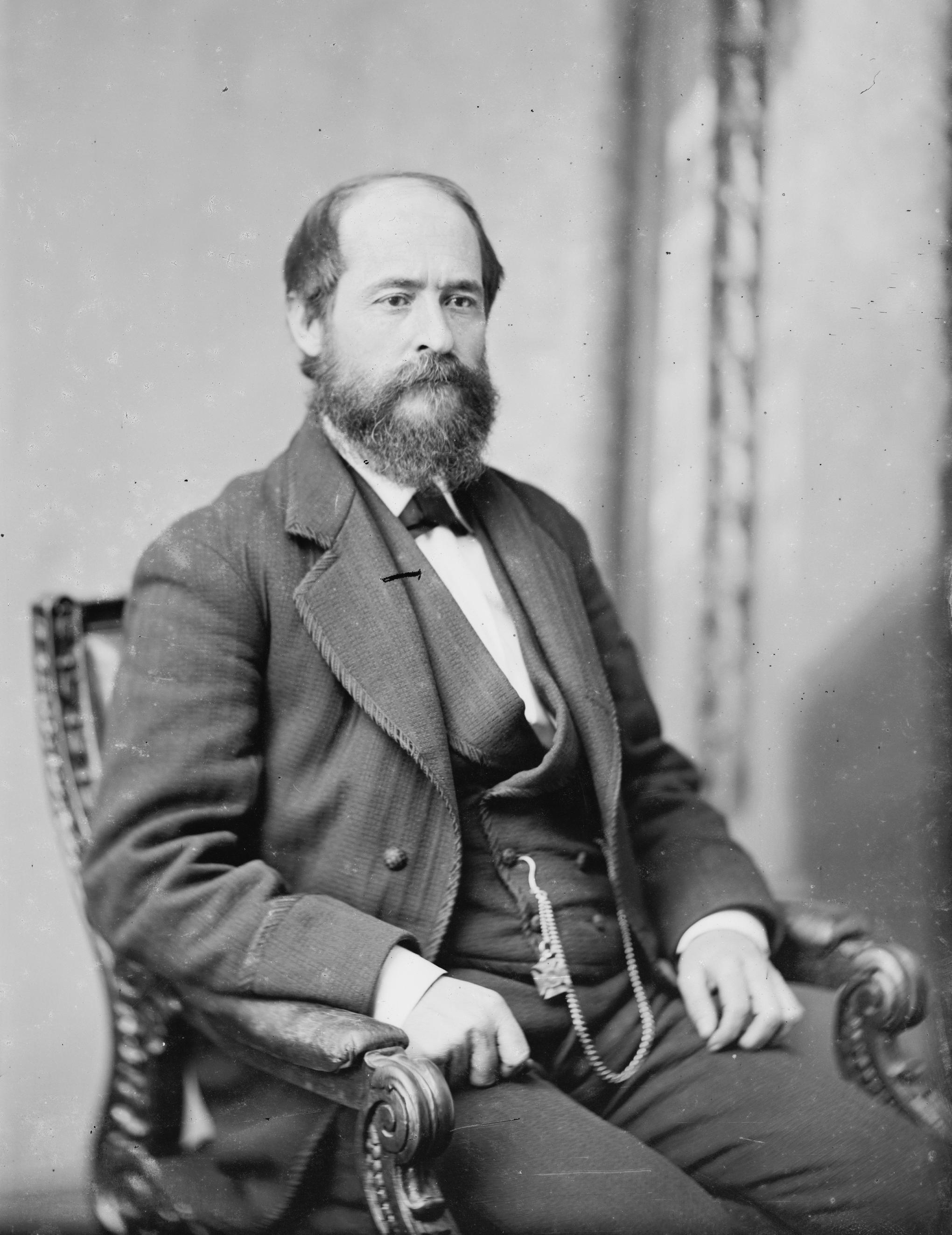
Richard P. Bland.

Richard Parks Bland, född den 19 augusti 1835 i Hartford, Kentucky, död den 15 juni 1899 i Lebanon, Missouri, var en amerikansk politiker.
Bland började sin bana som daglönare och använde somrarnas besparingar till bekostande av skolgång under vintrarna samt lyckades på detta sätt arbeta sig upp till 
advokat. År 1855 flyttade Bland från Missouri västerut och förvärvade snart andel i silvergruvor inom staterna Kalifornien och Nevada. Han återvände 1865 till Missouri, blev 1872 vald till kongressledamot och 1875 ordförande i utskottet för gruvangelägenheter samt uppträdde energiskt för fri 
och obegränsad silverutmyntning. Mest bekant är han som upphovsman till den så kallade Blandbillen. Bland, som tillhörde det demokratiska partiet, besegrades vid valen 1894 till följd av sina åsikter om myntfoten, men invaldes 1896 för en annan valkrets i kongressen, som han sedan tillhörde till sin död. Bland erhöll vid demokratiska nationalkonventet 1896 ett stort antal röster till presidentkandidat, men fick vika för Bryan och understödde sedan under kampanjen dennes kandidatur.